# Octopus Head
Octopus Head (conocido como Cabeza de pulpo en América hispana y Cabeza-pulpo en España) es el segundo episodio de la cuarta temporada de la serie de televisión estadounidense de drama-sobrenatural y policíaca: Grimm. El guion principal del episodio fue escrito por los co creadores de la serie; David Greenwalt en conjunto con Jim Kouf, mientras que la dirección general estuvo a cargo de Norberto Barba. 
El episodio se transmitió originalmente el 31 de octubre del año 2014 por la cadena de televisión NBC. Mientras que en América Latina el episodio se estrenó el 17 de noviembre del mismo año por el canal Universal Channel.
Las tramas se entrelazan. El wesen "cabeza de pulpo" (Gedächtnis Esser) aparecido en el capítulo anterior, parece ser una especie de espía que se está apoderando de las memorias de científicos que trabajan en inteligencia militar. Como Adalind le ha quitado los poderes a Nick, este yo no puede distinguir quién es vesen de quién no lo es, entre ellos a la jefa del equipo del FBI que está investigando el intento de asesinato del capitán Renard, por parte de uno de sus agentes. Adalind vuelve a Viena, pero Viktor no cumple con su palabra de permitirle ver a su beba y la encierra en un calabozo del castillo, donde padece un doloroso episodio de conexión mental con Nick. El capitán Renard es revivido por su madre, Elizabeth Lascelles. El sargento Wu está cada vez más cerca de descubrir la realidad del mundo wesen. Trubel es ahora más importante que antes, y se comporta de manera audaz pero indisciplinada, corriendo grandes riesgos. Monroe y Rosalee buscan un antídoto para Nick, aun cuando ni Nick ni Juliette parecen estar muy convencidos de quererlo.

## Título y epígrafe
El título Octopus Head (Cabeza de pulpo) alude al wesen Gedächtnis Esser, que protagoniza la trama policial iniciada en el capítulo anterior.
El epígrafe del capítulo corresponde a una frase escrita por el ensayista y poeta escocés Alexander Smith (1829-1867), en un ensayo titulado "On death and the fear of dying" (Sobre la muerte y el miedo a morir), incluido en su libro "Dreamthorp: A Book of Essays Written in the Country", publicado en 1863, aunque fue tomada por los autores de la serie, del célebre libro de citas Forty Thousand Quotations V1: Prose And Poetical (Cuarenta mil citas V1: prosa y poesía), recopiladas por Charles Noel Douglas en 1904:

Versión original en inglés
A man's real possession is his memory. In nothing else is he rich, in nothing else is he poor.
Emisiones en español
HispanoaméricaLa verdadera posesión de un hombre es su memoria. En nada más él es rico, en nada más él es pobre.
EspañaEl único bien de un hombre son sus recuerdos. No es rico en nada más, no es pobre en nada más.

El epígrafe se relaciona con la trama principal del episodio que tiene como eje a un wesen "cabeza de pulpo" (Gedächtnis Esser) aparecido en el capítulo anterior, que parece ser una especie de espía que se está apoderando de las memorias de científicos que trabajan en inteligencia militar.

## Argumento
Las tramas se entrelazan. El wesen "cabeza de pulpo" (Gedächtnis Esser) aparecido en el capítulo anterior, parece ser una especie de espía que se está apoderando de las memorias de científicos que trabajan en inteligencia militar. Como Adalind le ha quitado los poderes a Nick, este yo no puede distinguir quién es wesen de quién no lo es, entre ellos a la jefa del equipo del FBI (Chávez) que está investigando el intento de asesinato del capitán Renard, por parte de uno de sus agentes. Nick y Hank recurren una vez más a la ayuda de Truble, para descubrir quién es el gedächtnis esser]] y luego seguirlo. Sin embargo el gedächtnis esser se da cuenta de que está siendo seguido y sorprende a Truble, dejándola inconsciente con un golpe, sin embargo cuando intenta chuparle la memoria, la mente Grimm de Truble, produce un descalabro en la mente del "cabeza de pulpo". 
Adalind vuelve a Viena, luego de cumplir su parte del trato con Viktor y haberle hecho dos capítulos antes, un conjuro a Nick que le quitó los poderes de Grimm (Verfluchte Zuillingsschwester). Pero Viktor no cumple con su palabra de permitirle ver a su beba y la encierra en un calabozo del castillo. Allí padece un doloroso episodio de conexión mental con Nick, en el que cada uno ve lo que ve el otro. 
El capitán Renard es revivido con magia por su madre, Elizabeth Lascelles, en el instante en que iba a ser declarado muerto por los médicos. Monroe y Rosalee buscan un antídoto para Nick, aun cuando ni Nick ni Juliette parecen estar muy convencidos de quererlo.
El sargento Wu está cada vez más cerca de descubrir la realidad del mundo wesen, y comienza a seguir a Truble. En la última escena Truble es secuestrada por el equipo del FBI, liderado por Chávez.

## Elenco regular
- David Giuntoli como Nick Burkhardt.
- Russell Hornsby como Hank Griffin.
- Bitsie Tulloch como Juliette Silverton.
- Silas Weir Mitchell como Monroe.
- Sasha Roiz como el capitán Renard.
- Bree Turner como Rosalee Calvert.
- Claire Coffee como Adalind Schade.
- Reggie Lee como el sargento Wu.